# Untere Seeve- und Untere Luhe-Ilmenau-Niederung
Untere Seeve- und Untere Luhe-Ilmenau-Niederung este o arie protejată (arie de protecție specială avifaunistică — SPA) din Germania întinsă pe o suprafață de 871 ha, integral pe uscat.

## Localizare
Centrul sitului Untere Seeve- und Untere Luhe-Ilmenau-Niederung este situat la coordonatele 53°24′33″N 10°05′22″E / 53.4092°N 10.0894°E.

## Înființare
Situl Untere Seeve- und Untere Luhe-Ilmenau-Niederung a fost declarat arie de protecție specială avifaunistică în iunie 2001 pentru a proteja 30 de specii de animale.

## Biodiversitate
Situată în ecoregiunea atlantică, aria protejată nu include niciun habitat protejat.
La baza desemnării sitului se află mai multe specii protejate de  păsări (30): lăcar-de-rogoz (Acrocephalus schoenobaenus), ciocârlie-de-câmp (Alauda arvensis), pescăruș albastru (Alcedo atthis), rață lingurar (Anas clypeata), rață cârâitoare (Anas querquedula), Anas strepera strepera, gâscă cenușie (Anser anser), rața moțată (Aythya fuligula), Bucephala clangula, barză albă (Ciconia ciconia ciconia), erete de stuf (Circus aeruginosus), cristeiul de câmp (Crex crex), Cygnus columbianus bewickii, lebădă de vară (Cygnus olor), Fulica atra atra, becațină comună (Gallinago gallinago), sfrâncioc roșiatic (Lanius collurio), Limosa limosa limosa, grelușel-de-zăvoi (Locustella luscinioides), privighetoare (Luscinia megarhynchos), Luscinia svecica cyanecula, Mergus merganser merganser, codobatura galbenă (Motacilla flava), Numenius arquata arquata, grangur (Oriolus oriolus), Phalacrocorax carbo sinensis, Podiceps cristatus cristatus, mărăcinar (Saxicola rubetra), fluierarul cu picioare roșii (Tringa totanus), nagâț (Vanellus vanellus).